# Maverick (бронетранспортёр)
Maverick — бронетранспортёр, разработанный южноафриканской Paramount Group и впервые представленный на Africa Aerospace and Defence (AAD) Exhibition 2008

## Характеристики
Вес пустого Maverick составляет 10 тонн, при этом способен везти 5 тонн груза. При радиусе поворота в 16,5 метров — это очень маневренная машина, подходящая для операций как в городе так и в сельской местности.
Бронетранспортёр оснащён приспособленным под военные нужды двигателем MAN с механической коробкой передач либо дизельным двигателем с автоматической трансмиссией.
Maverick может развить скорость 100—120 км/ч и имеет запас хода в 700 километров. Экипаж состоит из водителя и командира. В машине также может быть 10—12 человек десанта в зависимости от модификации.

## Броня
Бронетранспортёр оснащен броней стандарта STANAG 4569 3 уровня, то есть она может выдержать прямое попадание патрона 7,62мм с близкой дистанции (30 метров). Экипаж и десант также защищены от взрывных устройств, эквивалентных по мощности гранате M26.

## Назначение
Машина может выполнять широкий спектр задач: есть модификации для полиции и сил специального назначения. В качестве опции возможна установка водяных пушек, а также специализированных установок для штурма зданий (Mobile Adjustable Ramp System). По желанию заказчика Maverick может быть оснащен и противоминной защитой (EOD).

## Основные операторы
- Казахстан: Представлена лицензированная версия под названием "Номад"
- Азербайджан: Внутренние войска Азербайджана
- Бразилия: Военная полиция штата Рио-де-Жанейро[3]
- Габон: 10 экземпляров для обеспечения порядка во время футбольных матчей[4].
- ЮАР: Силы специального назначения полиции ЮАР